# Gobitrichinotus arnoulti
Gobitrichinotus arnoulti är en fiskart som beskrevs av Kiener, 1963. Gobitrichinotus arnoulti ingår i släktet Gobitrichinotus och familjen Kraemeriidae. IUCN kategoriserar arten globalt som otillräckligt studerad. Inga underarter finns listade i Catalogue of Life.